# Katedra św. Mikołaja w Chios
Katedra św. Mikołaja w Chios – rzymskokatolicka katedra diecezji chioskiej znajdująca się w Chios, na wyspie Chios w Grecji. Mieści się przy ulicy Iustiniani.
Została wybudowana w latach 1863–1869. Przy katedrze znajduje się cmentarz katolicki.